# Brońsko
Brońsko – wieś w Polsce położona w województwie wielkopolskim, w powiecie kościańskim, w gminie Śmigiel.

## Historia
Miejscowość pierwotnie związana była z Wielkopolską. Ma metrykę średniowieczną i istnieje co najmniej od początku XV wieku. Wymieniona pierwszy raz w dokumencie z 1407 jako Bronska, 1421 z Branska, 1424 Bronske, 1425 Bronsco, 1451 błędnie Wronsko, 1468 Bronszko, 1563 Broynsko.
Początkowo miejscowość była własnością szlachecką należącą do wielkopolskiego rodu Czackich, Granowskich, Malczewskich, Ciołków. W 1487 leżała w powiecie poznańskim Korony Królestwa Polskiego. W 1510 należała do parafii Czacz.
W 1407 Mikołaj z Granowa syn kasztelana nakielskiego Wincentego sprzedał za 1500 grzywien szer. groszy praskich Mikołajowi, Janowi i Piotrowi synom zmarłego Henryka z Zimnej Wody wsie Brońsko oraz Glińsko. W 1421 Ota Trach z Karśnic była w sporze z Mikołajem Czackim dowodząc przed sądem, że zajął on kmieciom z Brońska owce i świnie, które weszły na jego grunta i nie najął im pastwiska dłużej niż do św. Wojciecha. W 1449 Mikołaj Czacki sprzedał za 300 złotych węgierskich na swych częściach w Czaczu, Brońsku i Glińsku 20 złotych węgierskich czynszu Mikołajowi Miklaszowi Malczewskiemu, który uposażył nim altarię św. Trójcy w kolegiacie NMP w Poznaniu. W 1462 Sędziwój z Czacza zapisał po 200 grzywien posagu oraz wiana swojej żonie Barbarze na połowie swych dóbr, przypadających mu z podziałów pomiędzy braćmi, w tym m.in. na połowie Brońska. W 1487 Wincenty Czacki z Jeżewa zapisał swojej żonie Apolonii po 200 grzywien posagu oraz wiana na połowie swych części z działów z braćmi Janem i Mikołajem dziedzicami niedzielnymi z Czacza, w tym m.in. w Brońsku. W 1489 Wincenty dał w działach bratu Janowi Czackiemu połowy wsi Czacz oraz Brońska, które przypadły mu po śmierci brata Mikołaja Czackiego, kanonika poznańskiego.
W 1497 Wincenty Czacki, łożny królewski otrzymał od króla polskiego Jana Olbrachta prawo do dóbr w Czaczu i Brońsku skonfiskowanych z powodu zaniedbania obowiązku wyprawy wojennej, m.in. przez kanonika poznańskiego Mikołaja Czackiego.
Zachowały się także przekazy historyczne o zwykłych mieszkańcach wsi. W 1436 Jan Granowski był dłużny 64 grosze sołtysowi z Brońska zwwanemu Maj. W 1510 chłopka Jadwiga pozwała Macieja Górzyńskiego o zabicie swego męża, kmiecia w Brońsku, który był poddanym Czackich. W 1546 szlachcic Stanisław Robaczyński, jako pełnomocnik swojego poddanego pracownika Mikołaja, syna zmarłego pracownika Bartka sołtysa z Brońska, prowadził sprawę sądową przeciwko Mikołajowi Czackiemu zwanemu Brlok o zabranie zboża wartości dwóch grzywien z roli tegoż pracownika Mikołaja we wsi Brońsko.
W 1500 synowie Jana Czackiego Jan, Piotr, Mikołaj i Stanisław podzielili się dobrami po ojcu. Połowę Brońska otrzymał Stanisław Czacki. W 1512 Barbara Czacka wdowa po Sędziwoju Czackim oraz pani wienna w Czaczu i Brońsku wraz z dziećmi swymi Baltazarem i Małgorzatą sprzedała kaznodziei polskiemu w kościele św. Marii Magdaleny w Poznaniu jedną kopę czynszu rocznego z zastrzeżeniem prawa wykupu za 15 grzywien szer. półgroszy na swej połowie Brońska. Przy okazji transakcji zapisano, że w tej połowie wsi gospodarowało na 6 łanach sześciu kmieci, a także było dwóch sołtysów oraz karczmarz. W 1560 Jan Ciołek Czacki w procesie sądowym jaki o majętności prowadził z innymi Czackimi twierdził, że jest właścicielem części Czacza i Glińska powołując się na fakt, że nadal płacił czynsz, jakim w 1449 obciążono Czacz, Brońsko oraz Glińsko. 
Wieś odnotowały historyczne rejestry podatkowe. W 1510 wieś należała do Baltazara Ciołka oraz Jana i Piotra Czackich. Miała 7 łanów osiadłych, jeden łan opuszczony, a karczma należała do dziedziców. W 1510 odnotowano także we wsi dwa sołectwa, na jednym łanie oraz na połowie łana oraz karczmę sołtysa. W 1512 odnotowano dwóch sołtysów. W 1530 pobrano podatki z 3 łanów, a sołtys zapłacił 6 groszy z jednego łana. W 1563 pobór odbył się z 4 łanów, sołtys zapłacił z 1 i 1/4 łana. We wsi była karczma oraz jedna zagrodniczka. W 1564 w Brońsku należącym do  Jaktorowskich oraz Czackich odnotowano 4 łany. W 1581 pobrano podatki z 5 łanów, dwóch zagrodników, 8 groszy od jednego komornika oraz od dwóch innych po 2 grosze.
W 1581 wieś Bronsko położona była w powiecie kościańskim województwa poznańskiego w Rzeczypospolitej Obojga Narodów.
W 1599 biedni ze szpitala św. Ducha pod Grodziskiem Wielkopolskim pozwali Krzysztofa Czackiego oraz Stanisława i Macieja Czackiego synów zmarłego Stanisława Czackiego o czynsz 17 złotych węgierskich od sumy 204 złotych węgierskich, zapisanej im przez zmarłego Piotra na należących do niego częściach Czacza, Brońska i Glińska, który zaległy był wtedy od 50 lat.
W wyniku II rozbioru Rzeczypospolitej w 1793, miejscowość przeszła w posiadanie Prus i jak cała Wielkopolska znalazła się w zaborze pruskim. W okresie Wielkiego Księstwa Poznańskiego (1815-1848) miejscowość wzmiankowana jako Brońsko należała do wsi większych w ówczesnym powiecie kościańskim rejencji poznańskiej. Brońsko należało do okręgu kościańskiego tego powiatu i stanowiło część majątku Białcz (niem. Balsch), który należał wówczas do Zbijewki. Według spisu urzędowego z 1837 roku Brońsko liczyło 185 mieszkańców, którzy zamieszkiwali 21 dymów (domostw).
W pobliżu ślady grodziska wczesnośredniowiecznego.
W latach 1975–1998 miejscowość administracyjnie należała do województwa leszczyńskiego.